# Espeja de San Marcelino
Espeja de San Marcelino ist eine kleine nordspanische Gemeinde (municipio) mit 151 Einwohnern (Stand: 2024) im Westen der Provinz Soria in der Autonomen Region Kastilien-León. Die Gemeinde gehört zur bevölkerungsarmen Serranía Celtibérica. Neben dem Hauptort Espeja de San Marcelino gehören die Ortschaften Guijosa, La Hinojosa, Orillares und Quintanilla de Nuño Pedro sowie die Wüstung San Asenjo zur Gemeinde.

## Lage und Klima
Die Gemeinde Espeja de San Marcelino liegt in ca. 1030 m knapp 70 km (Fahrtstrecke) westlich von Soria. Das Klima ist gemäßigt bis warm; Regen (ca. 542 mm/Jahr) fällt überwiegend im Winterhalbjahr.

## Bevölkerungsentwicklung
| Jahr      | 1970 | 1981 | 1991 | 2001 | 2011 | 2021 |
| Einwohner | 589  | 360  | 296  | 256  | 200  | 158  |

## Sehenswürdigkeiten
- Kirche Mariä Himmelfahrt (Iglesia de Nuestra Señora de la Asunción)
- Ruinen des Hieronymusklosters